# 布爾諾火車總站
布爾諾火車總站（捷克語：Brno hlavní nádraží）是位於捷克第二大城市布爾諾的主要鐵路車站，位於市中心，它是捷克最古老的火車站之一，自1839年開始運營。